# الرحلة رقم 837 التابعة لڤاريغ
الرحلة رقم 837 التابعة لڤاريغ كانت رحلة ركاب دولية تشغلها شركة الطيران البرازيلية ڤاريغ، وكانت تنطلق من بيروت، لبنان، إلى ريو دي جانيرو، البرازيل، مرورًا بروما، إيطاليا، ومونروفيا، ليبيريا. في 5 مارس 1967، تحطمت الطائرة أثناء محاولتها الهبوط في مطار روبرتس الدولي في ليبيريا، ما أسفر عن مقتل 51 شخصًا من بينهم أحد أفراد الطاقم، بالإضافة إلى خمسة أشخاص على الأرض. يُعد هذا الحادث أسوأ كارثة طيران في تاريخ ليبيريا حتى الآن.

## التحقيق
حدد المحققون أن السبب المحتمل للحادث هو: فشل قائد الطائرة في إيقاف الهبوط السريع على ارتفاع منخفض في الوقت المناسب، وهو الهبوط الذي قرر القيام به عن طريق الخطأ، بدلًا من تنفيذ اقتراب مفقود عندما وجد نفسه على ارتفاع عالٍ فوق منارة التحديد.